# Големи очи
„Големи очи“ (на английски: Big Eyes) е американски биографичен филм от 2014 г. на режисьора Тим Бъртън за американската художничка Маргарет Кийн.

## Сюжет
Във филма се разказва за живота на Маргарет, дъщеря ѝ и двамата ѝ съпрузи. Американската художничка рисува деца с големи очи на всяко едно от произведенията си. След като среща Уолтър („художник“, рисуващ улиците на Париж) се влюбва и съвсем скоро се омъжва повторно за него. След приемането на фамилията на мъжа си (Кийн) тя се подписва на всяка своя творба с това име. Уолтър извършва измама, лъже света, че картините, които са нарисувани от Маргарет, са негови. Някои близки хора се усъмняват, но тъй като той също е Кийн, замълчават. След 10 години лъжа Маргарет и дъщеря ѝ се изнасят от него и заживяват в Хавай. Тя променя решението си и говори в известно радио, в което разобличава лъжата. Завежда дело, а по време на самото дело Уолтър остава без адвокати, преди съдията да вземе решение, той кара и двамата да рисуват. Вследствие се разбира, че картините са на Маргарет и тя печели делото.

## Актьорски състав
| Актьор           | Роля           |
| ---------------- | -------------- |
| Ейми Адамс       | Маргарет Кийн  |
| Кристоф Валц     | Уолтър Кийн    |
| Дани Хюстън      | Дик Нолан      |
| Джон Полито      | Енрико Бандучи |
| Кристен Ритър    | Диян           |
| Джейсън Шварцман | Рубен          |
| Терънс Стамп     | Джон Канадей   |

## Награди и номинации
| Категория                               | Номиниран(и)                          | Резултат                              |
| Награда на БАФТА (8 февруари 2015 г.)   | Награда на БАФТА (8 февруари 2015 г.) | Награда на БАФТА (8 февруари 2015 г.) |
| --------------------------------------- | ------------------------------------- | ------------------------------------- |
| Най-добри декори                        | Най-добри декори                      | номинация                             |
| Най-добра актриса в главна роля         | Ейми Адамс                            | номинация                             |
| Златен глобус (11 януари 2015 г.)       |                                       |                                       |
| Най-добра актриса в мюзикъл или комедия | Ейми Адамс                            | награда                               |
| Най-добър актьор в мюзикъл или комедия  | Кристоф Валц                          | номинация                             |
| Най-добра оригинална песен              | „Big Eyes“ на Лана Дел Рей и Дан Хийт | номинация                             |